# Pitkäjärvi (sjö i Finland, Norra Karelen)
Pitkäjärvi är en sjö i Finland. Den ligger i kommunen Lieksa i landskapet Norra Karelen, i den östra delen av landet, 500 km nordost om huvudstaden Helsingfors. Pitkäjärvi ligger 167,9 meter över havet. I omgivningarna runt Pitkäjärvi växer i huvudsak barrskog. Den är 10,9 meter djup. Arean är 83,8 hektar och strandlinjen är 15,5 kilometer lång. Sjön  ingår i Vuoksens huvudavrinningsområde. 